# 10 июня
10 июня — 161-й день года (162-й в високосные годы) по григорианскому календарю.
До конца года остаётся 204 дня.
До 15 октября 1582 года — 10 июня по юлианскому календарю, с 15 октября 1582 года — 10 июня по григорианскому календарю.
В XX и XXI веках соответствует 28 мая по юлианскому календарю.

## Праздники и памятные дни
См. также: Категория:Праздники 10 июня

### Международные
- Всемирный день модерна[2][3][4]
- Международный день геральдики[5][6]

### Национальные
- Португалия — День Португалии, или День Камоэнса

### Религиозные
Православие
- память всех преподобных и богоносных отцов, во Святой Горе Афонской просиявших (переходящее празднование в 2018 году)
- память священномученика Евтихия, епископа Мелитинского (I)
- память мученицы Еликониды Солунской (Фессалоникийской) (244)[9]
- празднования в честь икон Божией Матери:
  - Никейской (Бысть Чрево Твое Святая Трапеза) (304)
  - Антиохийской
  - Галичской (Чухломской) (1350)
- память священномученика Елладия, епископа Восточного (VI—VII)[10]
- память святителя Германа Парижского, епископа (576)
- память преподобного Никиты исповедника, епископа Халкидонского (IX)
- память святителя Игнатия Ростовского, епископа (1288)
- память святителя Геронтия, митрополита Московского и всея Руси (1489)
- память преподобной Елены Дивеевской (Мантуровой) (1832)
- память преподобномучеников Макария (Моржова), иеромонаха, Дионисия (Петушкова), иеросхимонаха, священномученика Николая Аристова, диакона, мучеников Игнатия Маркова и Петра Юдина (1931)
- память преподобноисповедника Ираклия (Мотяха), схимонаха (1936)
- память преподобномученицы Гермогены (Кадомцевой), монахини (1942)

### Именины
- Православные: Евтихий, Еликонида, Елладий, Игнат (Игнатий), Никита.
- Католические: Малгожата, Богумил.

## События
См. также: Категория:События 10 июня

### До XVIII века
- 404 — изгнание из Константинополя Иоанна Златоуста (по другим данным, 20 июня[11]).
- 1610 — первые голландские поселенцы прибыли на остров Манхэттен (Северная Америка).
- 1652 — Джон Халл (John Hull) открыл первый монетный двор в Америке.
- 1692 — первые «ведьмы» повешены в Салеме.

### XVIII век
- 1712 — в Санкт-Петербурге состоялась закладка нового, каменного здания Петропавловского собора[12].
- 1776 — король Франции Людовик XVI тайно выдал драматургу Пьеру Бомарше миллион ливров для передачи их на нужды борцов за независимость США.
- 1793
  - В Париже создан первый в мире публичный зоопарк.
  - Столицей США вместо Филадельфии стал Вашингтон.
- 1799 — Джон Браун и пятеро дезертиров из английского гарнизона на острове Святой Елены на 6-метровой вёсельной лодке направились в Атлантический океан. Спустя 28 дней, преодолевая за день 83 мили, они достигли берегов Бразилии.

### XIX век
- 1807 — У Гейльсберга состоялось сражение между русской армией и армией Наполеона.
- 1809 — Папа Римский Пий VII отлучил Наполеона Бонапарта от церкви.
- 1829 — команда университета Оксфорда впервые выиграла в оксфордско-кэмбриджской лодочной гонке.
- 1846 — шотландец Роберт Уильям Томсон получил в Лондоне патент на пневматические шины.
- 1847 — вышел первый номер газеты «Чикаго Трибьюн».
- 1848 — запущена первая телеграфная линия между Нью-Йорком и Чикаго.
- 1864
  - Коронация императора Мексики Максимилиана I.
  - Сражение при Брайс-Кроссроудс (Гражданская война в США).
- 1865 — премьера «Тристана и Изольды» Вагнера в Мюнхене.
- 1886 — консилиум врачей признал короля Людвига II Баварского сумасшедшим.

### XX век
- 1909 — основана Канберра, столица Австралии.
- 1911 — королева Нидерландов Вильгельмина открыла в Амстердаме дом-музей Рембрандта.
- 1919 — официально созданы мастерские Латвийского департамента почт и телеграфа с пятью работниками. В 1932 году на их базе будет образован завод VEF.
- 1921 — в Тульской области основан Государственный музей-усадьба Льва Толстого «Ясная Поляна». Писатель прожил в Ясной Поляне около 60 лет, написал здесь «Войну и мир», «Анну Каренину» и другие произведения.
- 1926
  - Бразилия покинула Лигу Наций.
  - Испания заявила о выходе из Лиги Наций, но позже отменила своё решение.
- 1931 — между Москвой и Ленинградом стал курсировать поезд «Красная стрела».
- 1934 — финал чемпионата мира по футболу 1934: в Риме сборная Италии в дополнительное время обыграла сборную Чехословакии со счётом 2:1.
- 1935 — основано сообщество «Анонимные алкоголики».
- 1936 — в СССР основана киностудия «Союздетмультфильм» (ныне «Союзмультфильм»).
- 1940 — Италия объявила войну Франции и Великобритании.
- 1941 — распоряжением главнокомандующего сухопутных войск Германии назначен срок начала операции «Барбаросса» — 22 июня.
- 1942 — немецкими оккупационными войсками была уничтожена чешская деревня Лидице.
- 1943 — американский торговец Милтон Рейнольдс запатентовал в США шариковую ручку, изобретённую венгром Ласло Биро.
- 1944
  - Великая Отечественная война: началась Выборгско-Петрозаводская операция РККА.
  - Немецкими войсками из 2-й танковой дивизии СС в ходе карательной акции были истреблены жители французской деревни Орадур.
  - отрядами нацистских карателей из 4-й моторизованной дивизии СС уничтожена греческая деревня Дистомо.
- 1945 — на основе 1-го и 2-го Белорусских и 1-го Украинского фронтов была образована Группа советских оккупационных войск в Германии.
- 1946 — провозглашена Итальянская республика.
- 1947 — «Сааб» произвёл свой первый автомобиль.
- 1950 — западные страны отвергли предложение Советского Союза провести в Германии референдум по поводу идеи объединения страны.
- 1956 — в Стокгольме начались соревнования XVI Олимпийских игр (в Швеции решено было провести турнир по конному спорту, а сами Игры начались в ноябре в Мельбурне).
- 1960 — катастрофа Ил-14 под Ткварчели (Абхазская АССР). Погиб 31 человек.
- 1962 — принято решение Президиума ЦК КПСС о проведении операции «Анадырь» по созданию советской ракетной базы на Кубе.
- 1964 — в Москве открыт памятник Тарасу Шевченко.
- 1967
  - Окончилась Шестидневная война на Ближнем Востоке между Израилем с одной стороны, и Египтом, Сирией, Иорданией, Ираком и Алжиром с другой.
  - Первый полёт первого советского истребителя с изменяемой геометрией крыла — МиГ-23.
- 1971 — США отменили эмбарго на торговлю с Китаем.
- 1975
  - В США публикуется доклад Комиссии Рокфеллера о деятельности ЦРУ, в котором сообщается о незаконных операциях, проводимых этой организацией внутри страны, и широкомасштабной перлюстрации личной корреспонденции.
  - Для спасения города Нью-Йорк от банкротства создана финансовая организация «Мьюнисипл ассистенс корпорейшн».
- 1990 — Рейс 5390 British Airways: во время полёта на самолёте BAC-111 вылетело стекло со стороны капитана. Его вытянуло наружу. Второй пилот смог совершить благополучную посадку в Саутгемптоне. Несмотря на 21 минуту вне кабины, капитан выжил.
- 1996 — корпорация Intel выпустила процессор Pentium II.

### XXI век
- 2003 — с мыса Канаверал запущена ракета-носитель с марсоходом «Spirit» на борту.
- 2005 — решением Священного Синода Русской Православной Церкви в Хабаровске создана духовная семинария — высшее учебное заведение Московского Патриархата для подготовки священнослужителей.
- 2008 — катастрофа A310 в Хартуме, погибли 30 человек.
- 2010 — Транспортным самолётом Ан-225 перевезён самый длинный груз в истории воздушных транспортировок[13] — две лопасти ветряка длиной 42,1 м каждая.
- 2016 — во Франции стартовал 15-й чемпионат Европы по футболу.
- 2021 — кольцеобразное солнечное затмение.

## Родились
См. также: Категория:Родившиеся 10 июня

### До XIX века
- 940 — Абу-ль-Вафа аль-Бузджани (ум. 998), персидский математик и астроном.
- 1465 — Меркурино Гаттинара (ум. 1530), итальянский кардинал, советник и канцлер императора Карла V.
- 1513 — Людовик III де Монпансье (ум. 1582), французский принц крови, двоюродный брат Карла IV де Бурбона.
- 1637 — Жак Маркетт (ум. 1675), французский священник, миссионер, первооткрыватель Великих озёр.
- 1688 — Джеймс Фрэнсис Эдуард Стюарт (ум. 1766), претендент на английский престол, единственный сын короля Якова II.
- 1713 — Каролина Великобританская (ум. 1757), третья дочь короля Великобритании Георга II, меценат.
- 1729 — Александр Бибиков (ум. 1774), российский государственный и военный деятель, генерал-аншеф.
- 1746 — Антуан Кантен Фукье де Тенвиль (казнён в 1795), деятель Великой французской революции, общественный обвинитель Революционного трибунала.
- 1799 — Фёдор Бруни (ум. 1875), российский художник итальянского происхождения, профессор и ректор Петербургской академии художеств.

### XIX век
- 1819 — Гюстав Курбе (ум. 1877), французский художник, один из основателей реализма.
- 1827 — Адольф Вармунд (ум. 1913), австрийский и немецкий востоковед и педагог.
- 1832 — Николаус Отто (ум. 1891), немецкий инженер, изобретатель 4-тактного двигателя внутреннего сгорания.
- 1844 — Карл Хагенбек (ум. 1913), немецкий предприниматель, основатель зоопарка Хагенбека в Гамбурге.
- 1848 — Иоганн Карл Фердинанд Тиман (ум. 1889), немецкий химик-органик.
- 1863 — Луис Купейрус (ум. 1923), нидерландский писатель-прозаик и поэт.
- 1865 — Фредерик Кук (ум. 1940), американский исследователь, заявлявший, что он первым в мире достиг Северного полюса.
- 1870 — Сергей Спасокукоцкий (ум. 1943), русский учёный, хирург, академик АН СССР, создатель советской клинической школы.
- 1880 — Андре Дерен (ум. 1954), французский живописец, график, театральный декоратор, скульптор, керамист.
- 1889 — Сэссю Хаякава (ум. 1973), японский и американский актёр.
- 1895
  - Иммануил Великовский (ум. 1979), американский физик и историк российского происхождения, автор теории о связи катаклизмов на Земле с изменением структуры Солнечной системы («Эпохи и хаос», «Народы моря» и др. работы).
  - Хэтти Макдэниел (ум. 1952), американская киноактриса, ставшая первым из темнокожих артистов обладателем «Оскара» (в 1940 г. за роль в фильме «Унесённые ветром»).
- 1897 — Татьяна Николаевна (убита в 1918), великая княжна, вторая дочь российского императора Николая II и императрицы Александры Фёдоровны.

### XX век
- 1907
  - Александр Бусыгин (ум. 1985), кузнец Горьковского автозавода, зачинатель стахановского движения в машиностроении, Герой Социалистического Труда.
  - Карл Элиасберг (ум. 1978), советский дирижёр.
- 1908 — Роберт Каммингс (ум. 1990), американский актёр, режиссёр и продюсер, лауреат премии «Эмми».
- 1910 — Хаулин Вулф (наст. имя Честер Артур Бёрнетт; ум. 1976), американский блюзовый певец, музыкант, автор песен.
- 1911 — Теренс Реттиген (ум. 1977), английский драматург и сценарист.
- 1913 — Тихон Хренников (ум. 2007), композитор, пианист, музыкально-общественный деятель, народный артист СССР.
- 1914 — Георгий Асатиани (ум. 1977), грузинский советский кинорежиссёр-документалист, оператор, народный артист СССР.
- 1915 — Сол Беллоу (ум. 2005), американский писатель, лауреат Нобелевской премии (1976).
- 1918 — Паташу (наст. имя Генриетта Рагон; ум. 2015), французская актриса и певица.
- 1921 — принц Филипп (ум. 2021), герцог Эдинбургский, супруг королевы Великобритании Елизаветы II.
- 1922
  - Борис Брунов (ум. 1997), конферансье, режиссёр, руководитель Московского театра эстрады, народный артист РСФСР.
  - Джуди Гарленд (наст. имя Фрэнсис Этель Гамм; ум. 1969), американская актриса, певица, обладательница премий «Золотой глобус», «Грэмми» и др. наград, мать Лайзы Миннелли.
- 1923
  - Эмиль Горовец (ум. 2001), советский, американский и израильский певец, автор песен.
  - Карло Павези (ум. 1995), итальянский фехтовальщик, 4-кратный олимпийский чемпион.
- 1925
  - Элий Белютин (ум. 2012), советский и российский художник, педагог, теоретик искусства.
  - Ефим Гамбург (ум. 2000), режиссёр-мультипликатор, заслуженный деятель искусств РСФСР.
- 1926 — Зоя Спирина (ум. 1986), театральная актриса, народная артистка СССР.
- 1928 — Морис Сендак (ум. 2012), американский детский писатель и художник-иллюстратор.
- 1929
  - Людмила Зыкина (ум. 2009), певица, народная артистка СССР, Герой Социалистического Труда.
  - Евгений Чазов (ум. 2021), учёный-кардиолог, академик РАН и РАМН, Герой Социалистического Труда, министр здравоохранения СССР (1987—1990).
- 1930 — Илья Глазунов (ум.2017), художник-живописец, сценограф, педагог, академик РАХ, народный художник СССР.
- 1941
  - Аида Ведищева, эстрадная певица, исполнительница популярных песен из советских кинофильмов и мультфильмов.
  - Юрген Прохнов, немецкий и американский актёр (фильмы «Лодка», «Судья Дредд», «Самолёт президента» и др.).
- 1944
  - Давид Голощёкин, джазовый скрипач, пианист, флюгель-горнист, композитор, народный артист России.
  - Валентин Смирнитский, советский и российский актёр театра и кино, народный артист РФ.
- 1955 — Юрий Коротков (ум. 2025), советский и российский писатель и киносценарист.
- 1956 — Роландас Паксас, литовский политический деятель, президент Литовской Республики (2003—2004).
- 1957 — Андрей Букин, советский фигурист (танцы на льду), олимпийский чемпион (1988), 4-кратный чемпион мира, 5-кратный чемпион Европы.
- 1958
  - Альфредо Адаме, мексиканский актёр театра и кино, продюсер, телеведущий.
  - Сергей Урсуляк, российский кинорежиссёр, сценарист и продюсер.
- 1959 — Карло Анчелотти, итальянский футболист, бронзовый призёр чемпионатов мира (1990) и Европы (1988), тренер.
- 1962
  - Джина Гершон, американская актриса, певица и писательница.
  - Ральф Шуман, немецкий стрелок из пистолета, трижды олимпийский чемпион, неоднократный чемпион мира и Европы.
- 1963 — Джинн Трипплхорн, американская актриса театра, кино и телевидения.
- 1964 — Венсан Перес, швейцарский и французский актёр и кинорежиссёр.
- 1965 — Элизабет Хёрли, английская актриса кино и телевидения, продюсер, фотомодель и дизайнер.
- 1970 — Джули Сент-Клэр (наст. имя Джульетт Мари Кэпоун), американская актриса, кинорежиссёр и кинопродюсер.
- 1974 — Евгений Стычкин, российский актёр театра, кино и дубляжа, телеведущий.
- 1977 — Виктор Гончаренко, белорусский футболист и тренер.
- 1978 — Дональд Джозеф Куоллс (более известен как Ди-Джей Куоллс), американский актёр и продюсер.
- 1979 — Светлана Захарова, прима-балерина Большого театра и миланского театра «Ла Скала», народная артистка России.
- 1980 — Джессика Ди Чикко, американская актриса озвучивания и кино и певица.
- 1981 — Наталья Валевская, украинская певица.
- 1982
  - Лале (Лале Пуркарим), шведская певица, музыкант, актриса, композитор и автор песен иранского происхождения.
  - Тара Липински, американская фигуристка, олимпийская чемпионка (1998), чемпионка мира (1997).
- 1983
  - МакSим (наст. имя Марина Абросимова), российская певица, композитор, автор песен, продюсер.
  - Лили Собески, американская актриса кино и телевидения.
- 1985
  - Василис Торосидис, греческий футболист, лучший футболист Греции (2010).
  - Анди Шлек, люксембургский велогонщик, победитель «Тур де Франс» (2010).
- 1986 — Мари Матохаси, японская кёрлингистка, бронзовый призёр Олимпийских игр (2018).
- 1987 — Фредрик Петтерссон, шведский хоккеист, чемпион мира (2013).
- 1988 — Джефф Тиг, американский баскетболист, чемпион НБА (2021).
- 1991 — Алекса Книрим, американская фигуристка, выступающая в парном катании, олимпийская чемпионка в командных соревнованиях (2022), чемпионка мира (2022) и в команде (2015 и 2023), многократная чемпионка США.
- 1992 — Кейт Аптон, американская актриса и модель.
- 1995 — Шарлотта Бэнкс, французская и британская сноубордистка, чемпионка мира.
- 1997 — Чён Ка-Лонг, гонконгский фехтовальщик на рапирах, двукратный олимпийский чемпион (2020, 2024).

## Скончались
См. также: Категория:Умершие 10 июня

### До XIX века
- 323 до н. э. — Александр Македонский (р. 356 до н. э.), царь Древней Македонии (с 336 до н. э.), выдающийся полководец, создатель мировой державы.
- 323 до н. э. — Диоген Синопский (р.ок.412 до н. э.), древнегреческий философ.
- 38 — Юлия Друзилла (р. 16), сестра римского императора Калигулы, дочь Германика.
- 1556 — Мартин Агрикола (р. 1486), немецкий теоретик музыки, композитор и педагог.
- 1580 — Луиш де Камоэнс (р.ок.1524), португальский поэт.

### XIX век
- 1832 — Мануэль Гарсиа (р. 1775), испанский оперный певец, гитарист, композитор, вокальный педагог.
- 1836 — Андре-Мари Ампер (р. 1775), французский физик, математик, естествоиспытатель.
- 1858 — Роберт Броун (р. 1773), британский ботаник, первооткрыватель «броуновского движения».
- 1882 — Василий Перов (р. 1834), русский художник, один из членов-учредителей «Товарищества передвижников».
- 1894 — Федерико Мадрасо (р. 1815), испанский художник, исторический живописец и портретист.
- 1899 — Эрнест Шоссон (р. 1855), французский композитор.

### XX век
- 1906 — Ричард Седдон (р. 1845), премьер-министр Новой Зеландии в (1893—1906).
- 1918 — Арриго Бойто (р. 1842), итальянский композитор и поэт.
- 1914 — Александр Навроцкий (р. 1839), русский поэт, драматург, прозаик, издатель, офицер, военный юрист.
- 1916 — Матвей Чижов (р. 1838), русский скульптор, академик, автор портретных бюстов знаменитых современников.
- 1924 — убит Джакомо Маттеотти (р. 1885), один из лидеров Итальянской социалистической партии.
- 1926 — Антонио Гауди (р. 1852), испанский архитектор.
- 1927 — расстрелян Павел Долгоруков (р. 1866), российский политик, один из лидеров Партии народной свободы, депутат II Государственной думы.
- 1934 — Александр Ященко (р. 1877), русский общественный деятель, правовед, библиограф, философ.
- 1940 — Вальтрауд Дрессель (р. 1893), немецкая пловчиха, серебряный призёр летней Олимпиады (1912).
- 1949 — Сигрид Унсет (р. 1882), норвежская писательница, лауреат Нобелевской премии (1928).
- 1957 — Вальтер Якобссон (р. 1882), финский фигурист, олимпийский чемпион (1920), трёхкратный чемпион мира в парном катании.
- 1959 — Виталий Бианки (р. 1894), советский детский писатель.
- 1966 — Борис Зон (р. 1898), театральный режиссёр и актёр, педагог, заслуженный артист РСФСР.
- 1967 — Спенсер Трейси (р. 1900), американский киноактёр, первым получивший двух «Оскаров» подряд за лучшую роль.
- 1973 — Эрих фон Манштейн (р. 1887), немецкий генерал-фельдмаршал, участник Первой и Второй мировых войн.
- 1976 — Адольф Цукор (р. 1873), американский кинорежиссёр и продюсер, основатель кинокомпании Paramount Pictures.
- 1981 — Хасан Туфан (настоящее имя Хисбулла Гульзизин-Хазратов-Кусинов; р. 1900), татарский советский поэт и писатель.
- 1982
  - Гала Дали (настоящее имя Елена Дьяконова; р. 1894), жена поэта Поля Элюара, затем живописца Сальвадора Дали.
  - Райнер Вернер Фасбиндер (р. 1945), немецкий кинорежиссёр, сценарист, актёр, драматург.
- 1983 — Андрей Попов (р. 1918), актёр театра и кино, театральный режиссёр, чтец, педагог, народный артист СССР.
- 1987 — Николай Скоробогатов (р. 1923), актёр театра и кино, заслуженный артист РСФСР.
- 1988 — Луис Ламур (р. 1908), американский писатель, мастер вестерна.
- 1991 — Веркор (настоящее имя Жан Марсель Брюллер; р. 1902), французский писатель и художник-иллюстратор.
- 2000 — Хафез Асад (р. 1930), президент Сирии (1971—2000).

### XXI век
- 2004 — Рэй Чарльз (Рэй Чарльз Робинсон; р. 1930), американский блюзмен, джазмен и пианист.
- 2008
  - Чингиз Айтматов (р. 1928), киргизский и русский писатель.
  - Интс Буранс (р. 1941), советский и латвийский актёр театра и кино, театральный режиссёр.
- 2011 — застрелен Юрий Буданов (р. 1963), бывший российский офицер (полковник), лишённый звания по приговору суда.
- 2012 — Никита Долгушин (р. 1938), артист балета, балетмейстер, хореограф, педагог, народный артист СССР.
- 2015 — Георгий Дрозд (р. 1941), советский и украинский актёр театра и кино, народный артист Украины.
- 2016
  - Горди Хоу (р. 1928), канадский хоккеист, 4-кратный обладатель Кубка Стэнли.
  - застрелена Кристина Гримми (р. 1994), американская певица и пианистка.
- 2023 — Теодор Качинский (Унабомбер) (р. 1942), американский математик, философ, террорист и неолуддит.
- 2025
  - Гюнтер Юккер (р. 1930), немецкий художник, скульптор и инсталлятор, один из ведущих представителей послевоенного авангарда.
  - Харрис Юлин (р. 1937), американский актёр театра, кино и телевидения, театральный режиссёр.

## Приметы
Никита-гусятник
Святой Никита почитается как страж гусей.
- В народе считается — если тихий день, то урожай будет хороший[14].
- Семик — праздник расцветшей растительности. Носят по селу и величают молодую берёзку.